# Pere Domènech i Roura
Pere Domènech i Roura   (Barcelona, 22 de gener de 1881 - Lleida, 7 de maig de 1962), fou un arquitecte català.

## Biografia
Pere Domènech va néixer al carrer Ronda de Barcelona, fill del brillant arquitecte Lluís Domènech i Montaner (1849-1923) i de la seva esposa Maria Roura i Carnesoltes (1851-1927).
Va acabar els estudis a l'Escola d'Arquitectura de Barcelona el 23 de febrer de 1907. Entre 1920 i 1950 va ser catedràtic de l'Escola.
És conegut per la construcció de l'Estadi Olímpic de Barcelona inaugurat el 1920 i els cellers de l'Espluga de Francolí (1912), Sarral (1913) i Celler Cooperativa Agrícola de Vila-seca (1919-1921); qualificat el primer com la catedral del vi per Àngel Guimerà, nom que s'ha estès al conjunt d'edificis per al desenvolupament del moviment cooperatiu agrícola promogut per la Mancomunitat de Catalunya, juntament amb el també arquitecte Cèsar Martinell i Brunet i altres.
Va col·laborar amb el seu pare a l'Institut Pere Mata de Reus i a l'Hospital de Sant Pau de Barcelona on va realitzar els pavellons de Santa Victòria, Sant Manuel, l'Assumpció i Sant Frederic a la mort del seu pare el 1923.

## Obres destacades

### Barcelona
| Any       | Nom                                        | Ubicació                  | Descripció | Estat   | Foto                          |
| --------- | ------------------------------------------ | ------------------------- | --- | ------- | ----------------------------- |
| 1914-1923 | Hospital de Sant Pau (parcial)             | Av. Sant Antoni m. Claret | L'any 1921 s'inicia la segona fase sota la direcció de Domènech i Roura, en què l'Ajuntament de Barcelona va aportar finançament amb la compra de l'espai i edificis de l'antic hospital medieval. La reducció pressupostària i el canvi d'estil arquitectònic, dona com a resultat uns pavellons més austers i amb una falta clara d'elements decoratius. Amb tot, els dos primers pavellons fets per Domènech i Roura (Sant Manuel i l'Assumpció) són encara bessons dels inicials, la qual cosa denota l'activa participació del seu pare. En aquesta fase també es construeixen altres edificis singulars com el pavelló de la Convalescència, l'església i el pavelló de les cuines i la farmàcia que tanca el carrer central del complex. | Molt bo | Hospital de Sant Pau          |
| 1920      | Estadi Olímpic Lluís Companys              | Av. Estadi s/n            | Reformat el 1989 | Molt bo | Estadi Olímpic Lluís Companys |
| 1929      | Casa de la Premsa                          | c/ Guardia Urbana s/n     | Construït per a l'Exposició Universal | Molt bo | Casa de la Premsa             |
| 1926-1929 | Palau Nacional de Montjuïc (col·laboració) | Parc de Montjuïc          | És obra d'Eugenio Cendoya i Enric Catà, sota la supervisió de Pere Domènech i Roura. | Molt bo | Palau Nacional                |

### Canet de Mar
| Any  | Nom                        | Ubicació               | Descripció | Estat    | Foto                |
| ---- | -------------------------- | ---------------------- | --- | -------- | ------------------- |
| 1905 | Casa Carbonell             | C/Ample, 38            | Propietat de l'industrial Joan Carbonell Paloma, va ser construïda i reformada entre 1905 i 1909. Destaca pel gran treball de forja dels balcons.    | regular  | Casa Carbonell      |
| 1910 | Fàbrica Jover i Cia        | c/ Riera del Pinar, 12 | Sembla estar inspirada en les esglésies del romànic gràcies a l'ús del maó, les voltes de la coberta i la gran rosassa cega amb el nom de l'empresa. | correcte | Fàbrica Jover i Cia |
| 1918 | Can Floris                 | C/Ample, 14            | Encarregada per l'industrial Joaquin Floris i Codina. Al mig de la façana s'hi pot veure el déu Mercuri, protector del comerç.                       | Regular  | Can Floris          |
| 1933 | Plaça del Mercat municipal | Riera Buscarons, 101   | El 1933 es va començar a construir la plaça Mercat, una de les grans reivindicacions dels comerciants dels primers anys del segle xx.                | Regular  | Mercat de Canet     |

### Espluga de Francolí
| Any  | Nom               | Ubicació | Descripció                           | Estat | Foto                                       |
| ---- | ----------------- | -------- | ------------------------------------ | ----- | ------------------------------------------ |
| 1913 | Celler Cooperatiu |          | A partir d'un projecte del seu pare. | bo    | Celler Cooperatiu de l'Espluga de Francolí |

### Santa Fe del Montseny
| Any  | Nom               | Ubicació          | Descripció | Estat    | Foto |
| ---- | ----------------- | ----------------- | --- | -------- | ---- |
| 1914 | Hotel Santa Fe    | Fogars de Monclús | La construcció de l'hotel va ser finançada per Ramon de Montaner i Vila (fundador de l'editorial Montaner i Simón). L'hotel es va situar just al costat de l'ermita de Santa Fe (s. XIII) i les obres van començar l'any 1912.                                                  | Correcte |      |
| 1935 | Pantà de Santa Fe | Fogars de Monclús | Com que no hi havia electricitat, es va fer construir una presa prop de l'Hotel Santa Fe en un lloc que es coneix com l'Estanyol. L'Estanyol aviat va ser insuficient per abastir l'hotel i l'any 1920 es va iniciar la construcció d'un segon pantà que va ser acabat el 1935. | Correcte |      |

### Reus
| Any  | Nom        | Ubicació                  | Descripció | Estat    | Foto       |
| ---- | ---------- | ------------------------- | --- | -------- | ---------- |
| 1926 | Casa Marco | Raval de Santa Anna 23-25 | La façana de la Casa Marcó correspon a una època en què el Modernisme havia cedit la seva posició de moviment d'avantguarda al Noucentisme. | correcte | Casa Marco |

### Sarral
| Any  | Nom                            | Ubicació              | Descripció | Estat    | Foto |
| ---- | ------------------------------ | --------------------- | ---------- | -------- | ---- |
| 1913 | Cooperativa agrícola de Sarral | Av. de la Conca nº 33 |            | correcte |      |

### Palafrugell
| Any  | Nom       | Ubicació                                                                                              | Descripció | Estat | Foto |
| ---- | --------- | --- | --- | ----- | ---- |
| 1909 | L'Energia | Carrer de Pi i Margall, 110-128; carrer de Manufactures del Suro, 51-67; carrer de la Garriga, 91-109 | Antic edifici industrial destinat als mecanismes del servei elèctric de la població. Actual seu de l'Escola de Música de Palafrugell | Bo    |      |